# Leptosphaeria raphani
Leptosphaeria raphani är en svampart som beskrevs av D. Hawksw. & Sivan. 1975. Leptosphaeria raphani ingår i släktet Leptosphaeria och familjen Leptosphaeriaceae.   Inga underarter finns listade i Catalogue of Life.